# The Family of Man

« The Family of Man » est une exposition de photographies organisée par Edward Steichen pour le musée d’art moderne de New York (MoMa) en 1955.
Elle est présentée à Paris en 1956, au musée d’Art moderne de la ville de Paris, sous le titre de « La grande famille des hommes », et Roland Barthes lui consacre alors un article critique dans le cadre de ses Mythologies.
Exposée de manière permanente à Clervaux, au Grand-Duché de Luxembourg, « The Family of Man » est inscrite en 2003 au registre de la Mémoire du monde de l’UNESCO.

## Historique
Présentée comme « la plus grande exposition photographique de tous les temps », « The Family of Man » est conçue dans les années 1950 par le photographe américain et directeur du département photographie du MoMa, Edward Steichen, et par son assistant, Wayne Miller.
À partir de 1951, Steichen et ses assistants rassemblent des images notamment par le biais d’annonces pour contacter des photographes, mais aussi en consultant les archives d’agences comme Magnum ou celles de Life Magazine.
Elle est inaugurée le 24 janvier 1955, au MoMa, et réunit 503 photographies de 273 photographes, professionnels et amateurs, renommés ou inconnus, en provenance de 68 pays.
L’exposition parcourt ensuite le monde entier, s’arrêtant notamment en Allemagne, à Berlin, dès 1955 ; en France, sous le titre « La grande famille des hommes » au musée d’Art moderne de la ville de Paris ainsi qu’au Japon, à Tokyo en 1956, mais aussi en Afrique du Sud, en Inde, au Mexique, au Zimbabwe, en Australie, en Russie, etc. 
Elle est vue par plus de dix millions de visiteurs entre 1955 et 1962, au fil d’expositions dans plus de 160 musées différents. 
En 1964, Steichen ayant fait le vœu qu’elle soit remise au Luxembourg, son pays natal, le gouvernement des États-Unis l’offre au Grand-Duché, qui l’expose au château de Clervaux. 

De 1974 à 1989, la collection est exposée partiellement à Clervaux, puis fait l’objet d’une restauration avant d’être installée en tant qu’exposition permanente.
La collection est présentée de nos jours en respectant sa conception originelle, selon la mise en scène de l’époque, que Steichen voulait « moderniste et spectaculaire ». Elle est entièrement composée de tirages originaux de photographies noir et blanc, collés sur des panneaux de bois. Tous les tirages datent de 1955 ; leur format varie de 24 × 36 cm à 300 × 400 cm.      

## Un portrait humaniste de l’humanité
« The Family of Man » brosse un portrait de l’humanité, insistant sur les différences entre les hommes mais aussi leur appartenance à une même communauté. Elle s’organise autour de 37 thèmes tels que l’amour, la foi en l’homme, la naissance, le travail, la famille, l’éducation, les enfants, la guerre et la paix. L’intention de Steichen était de montrer l’universalité de l’expérience humaine, mais aussi la formidable capacité de la photographie à rendre compte de cette expérience universelle.
Le musée de Clervaux présente « The Family of Man »  « comme une collection d'instantanés et d'émotions qui visent à faire passer un message de paix en pleine guerre froide. [...] les réactions des visiteurs témoignent encore aujourd'hui de l'impact de ces images toujours d'actualité — et dont certaines sont devenues des icônes de l'histoire de la photographie. »
La présentation muséographique de la collection souligne que « de l'aveu même d'Edward Steichen, The Family of Man est l'œuvre la plus importante de sa carrière. Elle est à la fois insolite et visionnaire pour l'époque, tant par son approche photographique que scénographique : les photographies sont choisies selon leur puissance évocatrice, tandis que la scénographie immerge le visiteur dans un essai photographique. »
En 2003, la collection est inscrite au registre de la Mémoire du monde de l’UNESCO :

« The Family of Man, tout en étant devenu un monument légendaire de l’histoire de la photographie, dépasse de très loin le cadre d’une exposition dans le sens classique du terme. Elle peut être considérée comme la mémoire de toute une époque, marquée par la guerre froide et le maccarthysme, mais aussi par les attentes et les désirs de paix de millions d’hommes et de femmes dans le monde entier. »

## Photographes participants
Liste non exhaustive
- Berenice Abbott
- Ansel Adams
- Allan Arbus
- Diane Arbus
- Eugène Atget
- Richard Avedon
- Éva Besnyő
- Werner Bischof
- Édouard Boubat
- Margaret Bourke-White
- Bill Brandt
- Manuel Álvarez Bravo
- Brassaï
- Harry Callahan
- Robert Capa
- Henri Cartier-Bresson
- Roy DeCarava
- Jack Delano
- Robert Doisneau
- David Douglas Duncan
- Nora Dumas
- Alfred Eisenstaedt
- Elliott Erwitt
- Louis Faurer
- Andreas Feininger
- Robert Frank
- Ernst Haas
- Hiroshi Hamaya
- Tana Hoban
- Frank Horvat
- Yasuhiro Ishimoto
- Izis
- Ihei Kimura
- Dorothea Lange
- Russell Lee
- Helen Levitt
- Jean Marquis
- Lee Miller
- Lisette Model
- Hedda Morrison
- Carl Mydans
- Lennart Nilsson
- Ruth Orkin
- Gordon Parks
- Irving Penn
- Willy Ronis
- Vero (Werner Rosenberg)
- August Sander
- Éric Schwab
- David Seymour
- Ben Shahn
- Gotthard Schuh
- George Silk
- William Eugene Smith
- Edward Steichen
- François Tuefferd
- Jakob Tuggener
- Ed van der Elsken
- William Vandivert
- Pierre Verger
- Roman Vishniac
- Todd Webb
- Sabine Weiss
- Edward Weston
- Garry Winogrand

## Restauration
L’exposition est restaurée entre 1989 et 1991 : la restauration est dirigée par Jean Back, à la suite de l’expertise d’Anne Cartier-Bresson. Silvia Berselli et son équipe consacrent 2 000 heures à ce travail.
L’exposition restaurée rencontre un nouveau succès à Toulouse, Tokyo et Hiroshima de 1993 à 1994 avant son retour au musée de Clervaux. Le musée ouvre ses portes le 3 juin 1994, en respectant l’agencement de l’exposition de 1955.
Une deuxième campagne de restauration a été menée pendant les années 2010-2013. La restauration a été effectuée en collaboration avec le Studio Berselli de Milan, Italie (Silvia Berselli, Roberta Piantavigna, Francesca Vantellini, Isabel Dimas).

## Postérité
L’entreprise de Steichen est restée unique en son genre. Plusieurs expositions photographiques s’en sont plus ou moins inspirées comme « The Family of Children » et « The Family of Woman » par Jerry Mason, et l’Exposition mondiale de la photographie, organisée dans les années 1960 par Karl Pawek en Allemagne, et présentée à Paris, au musée des arts décoratifs, dans les années 1970.

## Catalogue
- The Family of Man, album de l’exposition, publié pour le Museum of Modern Art, New York, par Maco Magazine Corporation, 1955. Préface de Carl Sandburg, introduction d’Edward Steichen, citations de Albert Einstein, James Joyce, William Blake, Thomas Jefferson, Saint-John Perse, Bertrand Russell, Platon, Montaigne, etc.

## Critique
The Family of man, vue par des millions de spectateurs dans des dizaines de pays à travers le monde, véhicule depuis son origine un message « humaniste » différemment apprécié des spécialistes. 
Elle demeure une source de débats et de controverses parmi les critiques comme Roland Barthes, Susan Sontag et Hilton Kramer. 
Roland Barthes, dans son ouvrage Mythologies paru en 1957, reproche à Edward Steichen « de promouvoir un universalisme de la nature humaine en s’appuyant sur un humanisme issu d’un dogme religieux. »
Eric J. Sandeen considère « que l’exposition a servi d’outil de propagande aux États-Unis d’Amérique. »